# Schwingt freudig euch empor, BWV 36

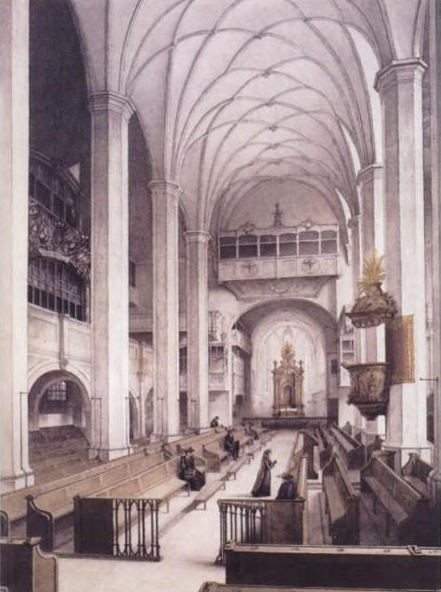
Thomaskirche, Leipzig.

Schwingt freudig euch empor, BWV 36 (Elevaos con alegría) es una cantata de iglesia escrita por Johann Sebastian Bach en Leipzig para el primer domingo de Adviento y estrenada el 2 de diciembre de 1731.
Para la composición de esta pieza, Bach se basó en materiales de cantatas como Schwingt freudig euch empor, BWV 36c de 1725. El evangelio de ese domingo era la entrada en Jerusalem, por tanto, el carácter de la pieza secular encajaban con "los gritos jubilosos de Hosanna de la gente". En una estructura única en las cantatas de Bach, interpoló cuatro movimientos derivados de las piezas previas con cuatro estrofas de dos importantes himnos de Adviento, para agregar énfasis litúrgico, tres de "Nun komm, der Heiden Heiland" de Lutero y uno de "Wie schön leuchtet der Morgenstern" de Nicolai. 

## Historia
Bach compuso esta obra durante su cuarto año como Thomaskantor en Leipzig para el primer domingo de Adviento. Forma parte de su tercer ciclo anual de cantatas. El primer domingo de Adviento marcaba el comienzo del año litúrgico luterano. En Leipzig durante el Adviento se observaba el  tempus clausum, de tal manera que el primer domingo de Adviento era el único en el que se interpretaba una cantata y en los tres domingos siguientes no se interpretaba música de cantata alguna.
Bach reelaboró la cantata Schwingt freudig euch empor, BWV 36c para crear otras dos cantatas profanas y una cantata sacra:
- Schwingt freudig euch empor, BWV 36, sacra.
- Steigt freudig in die Luft, BWV 36a, secular.
- Die Freude reget sich, BWV 36b, secular.

La cantata fue interpretada por primera vez en su forma final en dos partes con ocho movimientos, el 2 de diciembre de 1731, una semana después de Wachet auf, ruft uns die Stimme, BWV 140.

## Análisis

### Texto
Las lecturas establecidas para ese día eran de la epístola a los romanos, "ahora nuestra salvación está más cerca ...  la noche está avanzada, el día llegará" (Romanos 13:11-14), y del evangelio según San Mateo, la entrada en Jerusalén (Mateo 21:1-9).
Bach basó algunas partes de la música en una cantata homenaje con el mismo título, Schwingt freudig euch empor, BWV 36c, que había compuesto para el cumpleaños de un profesor de la Universidad de Leipzig y que fue estrenada en la primavera de 1725. El texto probablemente fue escrito por Picander, quien lo modificó para la cantata congratulatoria dedicada a la condesa Charlotte Friederike Wilhelmine de Anhalt-Köthen, Steigt freudig in die Luft, BWV 36a, estrenada el 30 de noviembre de 1726. Otra versión fue una cantata congratulatoria para un miembro de la familia Rivinius de Leipzig, Die Freude reget sich, BWV 36b, probablemente de 1735.
Bach transformó la música profana en una cantata para el primer domingo de Adviento, primero combinando cuatro movimientos y añadiendo simplemente un coral, la estrofa final de "Wie schön leuchtet der Morgenstern". Se desconoce el libretista de esta adaptación, que se mantuvo cerca de la cantata secular sin aludir a las lecturas. Klaus Hofmann indica que el jubiloso comienzo encaja el evangelio de la entrada en Jerusalem "los gritos jubilosos de Hosanna de la gente". La fecha de la adaptación no se sabe con exactitud, porque la versión sólo se conserva en una copia hecha por el alumno de Bach Christoph Nichelmann.
Finalmente en 1731, Bach reelaboró la cantata considerablemente y escribió una nueva partitura. Interpoló las arias no con recitativos, sino con tres estrofas del himno de Lutero para Adviento, "Nun komm, der Heiden Heiland". Este himno principal para el primer domingo de Adviento ya había abierto su cantata para la misma ocasión en 1714, Nun komm, der Heiden Heiland, BWV 61, y lo había empleado como base para su cantata coral Nun komm, der Heiden Heiland, BWV 62 en 1724. Las estrofas del himno "sirven para anclar la cantata en cierta medida en la historia de Adviento, y para darle propósito litúrgico y un enfoque claro". John Eliot Gardiner lo califica como "estructuralmente inusual". Bach dividió la cantata en dos partes para ser interpretadas antes y después del sermón, cerrando la parte 1 con una estrofa del himno de Philipp Nicolai. Para el contexto, sustituyó la estrofa 7, que había concluido toda la cantata por la estrofa 6, y concluyó la parte 2 con la estrofa final del himno de Lutero.

### Instrumentación

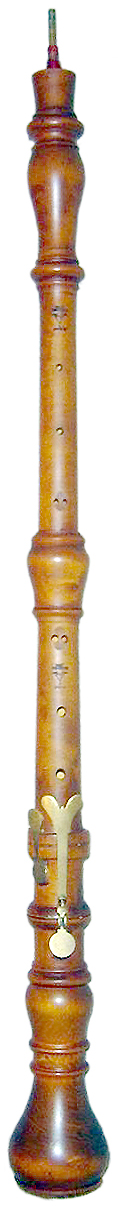
Oboe d'amore barroco.

La obra está escrita para cuatro solistas vocales (soprano, alto, tenor y bajo) y un coro a cuatro voces; dos oboes d'amore, dos violines, viola y bajo continuo.

### Estructura
Consta de ocho movimientos, organizados en dos partes para ser interpretadas antes y después del sermón. Su interpolación de coros y arias con corales es única en la producción de cantatas de Bach. La cantata es única entre las cantatas de iglesia de Bach por su estructura de arias combinadas con corales en vez de recitativos. Estrenada una semana después de Wachet auf, ruft uns die Stimme, BWV 140, muestra el énfasis de Bach en el coral incluso más allá de su segundo ciclo de cantatas corales, empezado en 1724.
Parte 1
1. Coro: Schwingt freudig euch empor
2. Coral (soprano, alto): Nun komm, der Heiden Heiland
3. Aria (tenor): Die Liebe zieht mit sanften Schritten
4. Coral: Zwingt die Saiten in Cythara

Parte 2
1. Aria (bajo): Willkommen, werter Schatz!
2. Coral (tenor): Der du bist dem Vater gleich
3. Aria (soprano): Auch mit gedämpften, schwachen Stimmen
4. Coral: Lob sei Gott dem Vater ton

El coro inicial se abre con un ritornello, dominado por dos motivos contrastantes: la cuerda toca una breve figuración ascendente en tresillos, los oboes d'amore tocan una melodía expansiva. Como en el modelo secular, el movimiento consta de dos partes similares, cada una de las cuales consiste en dos secciones contrastantes, "Schwingt freudig euch empor zu den erhabnen Sternen" (Elevaos con alegría hacia las estrellas exaltadas) y "Doch haltet ein!" (Pero deteneos). La voz de bajo, el registro más grave, entra primero seguido por tenores, altos y sopranos. Esta secuencia ascendente también refleja el texto "soaring aloft", literalmente "oscilando hacia arriba".

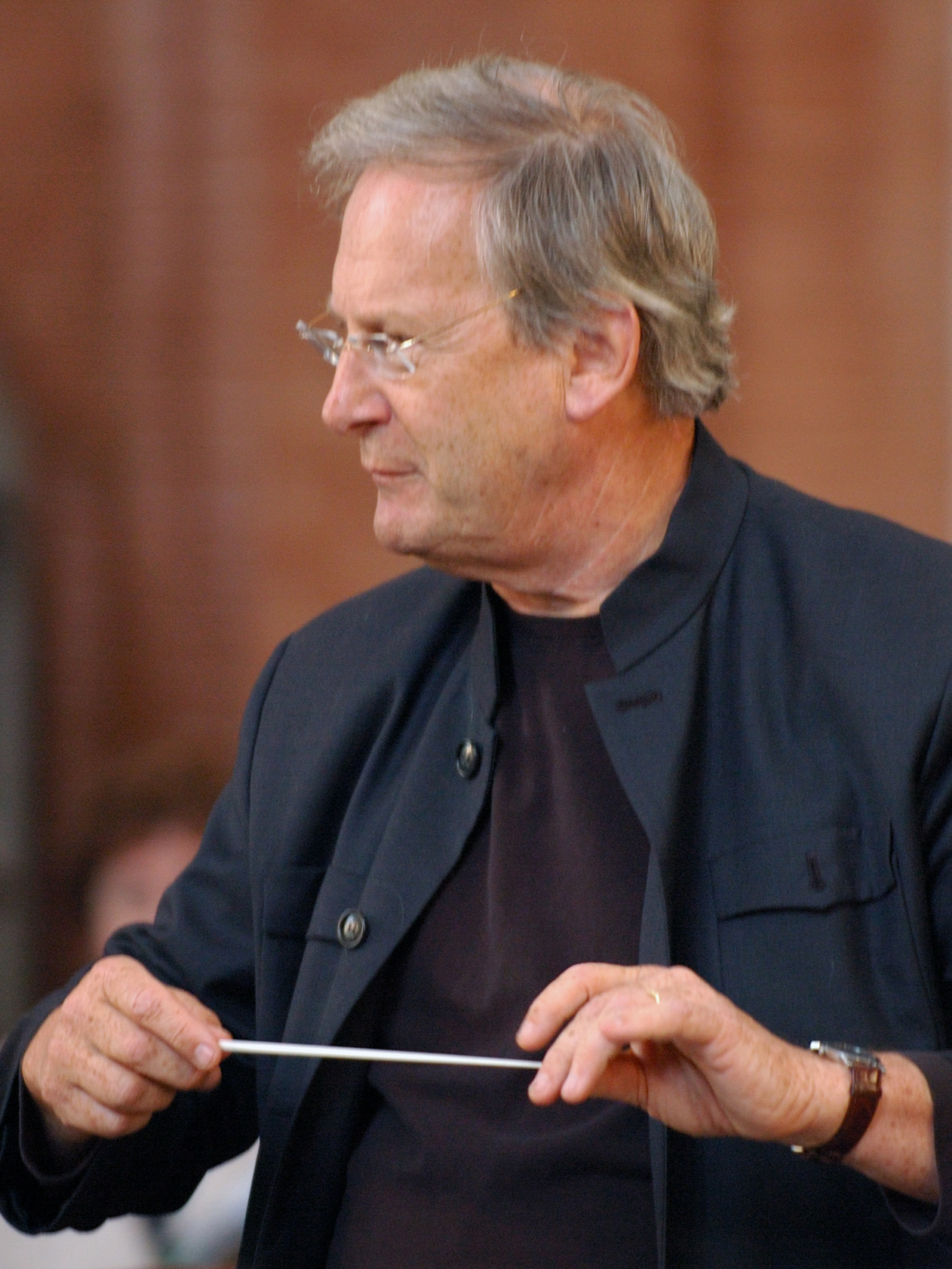
John Eliot Gardiner, 2007

Gardiner, que dirigió las tres cantatas para el primer domingo de Adviento durante el Bach Cantata Pilgrimage con el Coro Monteverdi en 2000, describió el movimiento como un "madrigal espiritual – caprichoso, de textura ligera y profundamente satisfactorio una vez cumplidas todas sus exigencias técnicas virtuosísticas: esas complicadas escalas, divisiones e intervalos cromáticos en todas las voces y los encadenamientos de figuraciones de tresillos en el unísono de oboes d'amore y primeros violines". Compara las figuras de "haltet ein!" (deteneos) en la sección central con "Wohin?" (dónde) en el aria "Eilt, eilt" en la Pasión según San Juan, BWV 245 de Bach.
Los tres arreglos de las estrofas del coral de Lutero son diferentes, empezando por un dueto para soprano y alto para la primera estrofa. Las voces son dobladas por los oboes d'amore e interpretan el texto en secciones de diversa duración, con dieciséis compases para el final "Gott solch Geburt ihm bestellt" (que Dios había ordenado dicho nacimiento para Él). Alfred Dürr señala la expresividad de la música, especialmente en saltos de sextas en la petición urgente "nun komm" (ahora ven), ritmo sincopado en "des sich wundert alle Welt" (todo el mundo se maravilla), y osados cromatismos en la última línea.
El aria para tenor refleja "Die Liebe zieht mit sanften Schritten" (El amor atrae con dulzura) con el oboe d'amore como instrumento obbligato, "el tradicional símbolo musical del amor", aludiendo al concepto de Jesús como el novio y el Alma como la novia, que es también la base para el himno de Nicolai que cierra la primera parte en una "conmovedora armonización a cuatro voces".
El aria para bajo abre la parte 2, "Willkommen, werter Schatz!" (Bienvenido, precioso tesoro) muestra "ecos del primer movimiento" y evita la estructura da capo regular. La voz de bajo es la vox Christi, dirigiéndose a la novia. El gesto de bienvenida de la cantata secular parece adecuado para el sentimiento expresado.
La siguiente estrofa del himno, "Der du bist dem Vater gleich" (Tú que eres como el Padre), la sexta estrofa del himno de Lutero "que trata de los pecados de la carne y la misión de Cristo de redimir a la humanidad", aparece marcadda como "molt' allegro". El tenor canta la melodía del coral sin adornos como un cantus firmus, pero los oboes d'amore tocan con "la apremiante actividad creciente de semicorcheas". Dürr ve la expresión de "Kampf und Sieg des Gottessohnes" (lucha y victoria del hijo de Dios) en "das krank Fleisch" (las debilidades de la carne) del hombre. Gardiner lo compara con un movimiento de una sonata a trío.
La última aria para Gardiner es "una berceuse de puro encanto" y la compara con el "aria eco" de la parte IV del Oratorio de Navidad de Bach. El texto "Auch mit gedämpften, schwachen Stimmen" (Incluso con suave y débil voz) es ilustrado por un violín solista apagado (con sordino).
El coral de cierre, la estrofa final del himno de Lutero "Lob sei Gott dem Vater ton" (Alabado sea Dios Padre) es un arreglo a cuatro voces.

## Discografía selecta
De esta pieza se han realizado una serie de grabaciones entre las que destacan las siguientes.
- 1952 – Bach Made in Germany Vol. 1: Cantatas I. Günther Ramin, Thomanerchor, Gewandhausorchester, Elisabeth Meinel-Asbahr, solista del Thomanerchor, Rolf Apreck, Johannes Oettel (Leipzig Classics)
- 1969 – J.S. Bach: Cantatas BWV 36, 64. Wilhelm Ehmann, Westfälische Kantorei, Deutsche Bachsolisten, Maria Friesenhausen, Andrea von Ramm, Johannes Feyerabend, Hartmut Ochs (Cantate)
- 1974 – J.S. Bach: Das Kantatenwerk Vol. 2. Nikolaus Harnoncourt, Wiener Sängerknaben, Chorus Viennensis, Concentus Musicus Wien, solista del Wiener Sängerknaben, Paul Esswood, Kurt Equiluz, Ruud van der Meer (Teldec)
- 1981 – Bach Made in Germany Vol. 4: Cantatas VIII. Hans-Joachim Rotzsch, Thomanerchor, Neues Bachisches Collegium Musicum, Arleen Augér, Peter Schreier, Siegfried Lorenz (de) (Eterna)
- 1982 – Die Bach Kantate Vol. 61 BWV 36 & 63. Helmuth Rilling, Gächinger Kantorei, Bach-Collegium Stuttgart, Arleen Augér, Gabriele Schreckenbach, Peter Schreier, Walter Heldwein (Hänssler)
- 1992 – J.S. Bach: Advent Cantatas. John Eliot Gardiner, Monteverdi Choir, English Baroque Soloists, Nancy Argenta, Petra Lang, Anthony Rolfe Johnson, Olaf Bär (Archiv Produktion)
- 1996 – J.S. Bach: Adventskantaten. Philippe Herreweghe, Collegium Vocale Gent, Sibylla Rubens, Sarah Connolly, Christoph Prégardien, Peter Kooy (Harmonia Mundi France)
- 1996 – Bach: Cantata Advent/Cantata Christmas. Wolfgang Kelber, Heinrich-Schütz-Ensemble München, Monteverdi-Orchester München, Silke Wenzel, Reiner Schneider-Waterberg, Kobie van Rensburg, Christian Hilz (Calig-Verlag)
- 2000 – J.S. Bach: Christmas Cantatas. Kevin Mallon, Aradia Ensemble, Teri Dunn, Matthew White, John Tessier, Steven Pitkanen, Thomas Goerz (Naxos)
- 2000 – Bach Edition Vol. 14: Cantatas Vol. 7. Pieter Jan Leusink, Holland Boys Choir, Netherlands Bach Collegium, Ruth Holton, Sytse Buwalda, Knut Schoch, Bas Ramselaar (Brilliant Classics)
- 2002 – J.S. Bach: Complete Cantatas Vol. 18. Ton Koopman, Amsterdam Baroque Orchestra & Choir, Sandrine Piau, Bogna Bartosz, James Gilchrist, Klaus Mertens (Antoine Marchand)
- 2002 – J.S. Bach: Cantates BWV 36, 39, 106. Christophe Gesseney, Ensemble Vocal Euterpe, Ensemble Baroque du Léman, Natacha Ducret, Catherine Pillonel-Bacchetta, Gilles Bersier, Nicolas Fink (Artlab)
- 2008 – Thomanerchor Leipzig. Das Kirchenjahr mit Bach Vol. 1: BWV 36, 61, 62. Sigiswald Kuijken, La Petite Bande, Gerlinde Sämann, Petra Noskaiová, Christoph Genz, Jan van der Crabben (Accent)
- 2009 – Bach Made in Germany Vol. 1: Cantatas I. Georg Christoph Biller, Thomanerchor, Gewandhausorchester, solista del Thomanerchor, Christoph Genz, Andreas Scheibner (Rondeau Production)
- 2010 – J.S. Bach: Cantatas Vol. 47 BWV 27, 36, 47. Masaaki Suzuki, Bach Collegium Japan, Hana Blažíková, Robin Blaze, Satoshi Mizukoshi, Peter Kooy (BIS)